# 程沆
程沆（1716年—1787年），字瀣亭，号晴岚、寿补，祖籍安徽徽州府歙县岑山渡，入籍安东县，世居淮安府城外河下。乾隆二十八年癸未科进士，授翰林院庶吉士。

## 生平
程沆属于岑山渡程氏家族，世代为盐商，是巨商程鉴（1691-1770，字我观，号镜斋）第四子，住宅在湖嘴大街，另在萧湖中莲花街筑有别墅荻庄，三面临水，富丽典雅，为文人雅集胜地，远近闻名。
程沆出生于清康熙五十五年丙申年（猴年），安东县增广生。
程沆工文章，乾隆二十四年（1759年）中举人，由举人官内阁中书，军机处行走。乾隆二十八年（1763年）癸未科进士2甲第14名，授翰林院庶吉士，充方略馆篆修官。告病归乡，在河下宅后建太史书室“情话堂”，“瓶花馆”、“晚研堂”，自吟其中。程沆与父亲程鉴同样性情仁慈，为著名慈善家。 